# 쇠털골

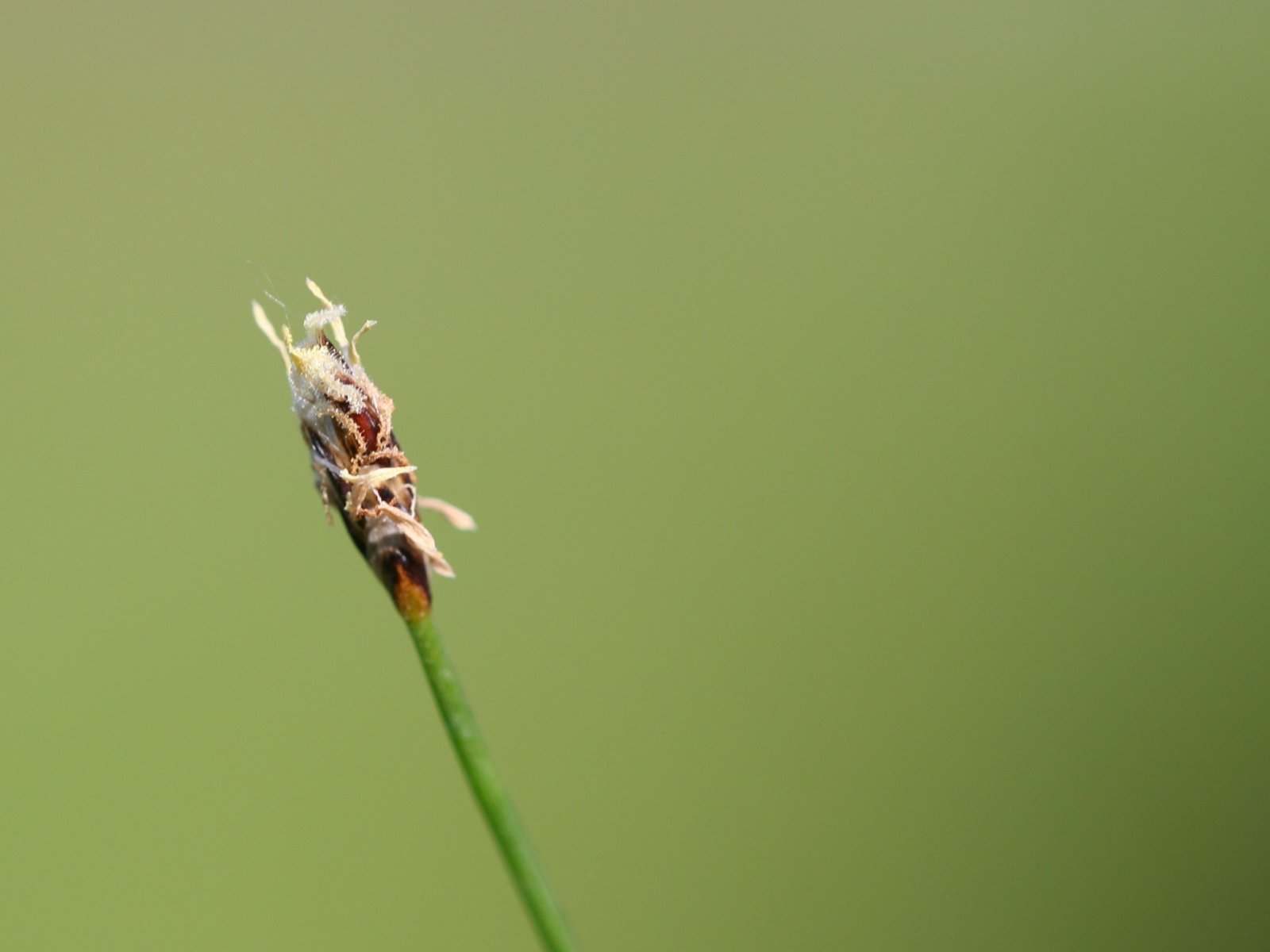

쇠털골(Eleocharis acicularis)은 북반구에 널리 분포하는 다년생 잡초이다. 논밭이나 습지에서 자란다. 높이 3-10cm 정도로서 땅속줄기가 옆으로 뻗는데 마디에서 실같이 가는 꽃줄기가 뭉쳐난다. 잎은 퇴화하여 없고 잎집만 있다. 잎집은 길이 3-10mm이며 홍갈색이 돌고 막질이다. 꽃은 6-10월에 피며 꽃줄기 끝에서 작은이삭이 1개씩 달리는데, 꽃이삭은 길이 2-4mm의 타원형이고 양성화가 몇 개 들어 있다. 화피열편은 3-4개로서 비늘 모양이며 수과보다 길고 암술대는 밑부분이 압축되어 있다. 열매는 도란형인 수과이고 겉에 바둑판 같은 무늬가 있다. 기본 종은 원산 쇠털골인데 화피열편이 1-3개로서 수과보다 짧거나 퇴화한 것이 특징이다.